# 帕塔普斯科谷
帕塔普斯科谷（Patapsco Vallis）是火星埃律西昂区的一条河谷，其中心坐标位于北纬24度、西经207度处，全长153公里，1985年被国际天文联合会以美国马里兰州的一条现代河流名命名了它。